# Agnita
Agnita là một thị xã thuộc hạt Sibiu, România. Dân số thời điểm năm 2002 là 10866 người.